# Юрій Незамай
Ю́рій Григо́рович Незама́й (* ?, Пекарі — † після 1676) — український державний діяч доби Гетьманщини, дипломат. Генеральний суддя реґіменту гетьмана Івана Брюховецького (1663-1665).

## Життєпис
Походив з роду канівської замкової шляхти, представники якого у першій половині XVII століття вступили на службу до реєстрового козацтва. Народився у козацькому селі Пекарі неподалік Канева. 1649 — вперше згаданий у Реєстрі як козак Гуниної (пізніше — Друга полкова) сотні Канівського полку.
Перед 1663 займав старшинські посади у Війську Запорозькому Низовому. З березня 1663 — військовий суддя у кошового гетьмана Івана Брюховецького. Після обрання Брюховецького гетьманом Лівобережної України на Чорній раді у Ніжині — зайняв уряд генерального судді. Виконував дипломатичні доручення гетьмана. У листопаді 1663 брав участь у перемовах з московським послом Башмаковим. Підписався під Батуринськими статтями.
У травні 1665 запідозрений Брюховецьким у зраді. Гетьман власноруч жорстоко побив Незамая (розбив голову у двох місцях) і наказав закувати у кайдани. Причиною стало те, що генеральний суддя, перебуваючи у Каневі, без узгодження з гетьманом звільнив п'ятьох полонених правобережних козаків. Незамай також зустрічався з запорозьким полковником Степаном Красною Баштою — прибічником претендента на булаву Степана Опари.
До 1666 колишній генеральний суддя утримувався у в'язниці в Переяславі. Далі разом з іншими старшинами-арештантами — лубенським полковником Григорієм Гамалією та лисянським Семеном Височаном відправлений до Москви, звідти — у Казань, згодом — Нижній Новгород. 27 січня 1669 згаданий у відписці царю воєводи Гр. Ромодановського як «полонений генеральний суддя» у Нижньому Новгороді.
Звільнений у травні 1669 на клопотання козацького посольства у Москві, яке очолював Іван Самойлович. 5 жовтня 1670 отримав платню у Малоросійському приказі та дозвіл повернутися в Україну. У червні 1672 підписав Конотопські статті як київський полковий суддя. Цей уряд тримав до 1676. Був близьким соратником київського полковника Костянтина Солонини. Отримав від нього у володіння село Заворичі у Бобровицькій сотні. Після 1676 не згадується в джерелах. Міг загинути під час Чигиринських походів. Нащадки носили прізвище Незамаєвські, займали старшинські посади у Київському та Стародубському полках.